# Sidney Paget

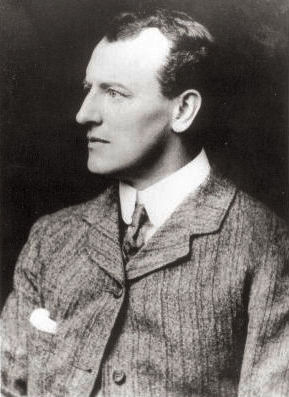
Sidney Paget (um 1890)

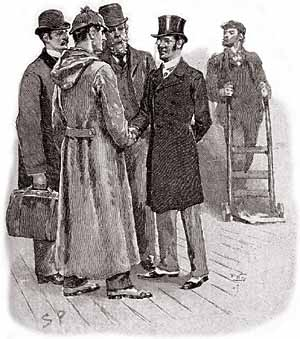
Doktor Watson (links) und Sherlock Holmes (mit Deerstalker-Hut und Kapuzenmantel), Illustration von Sidney Paget (1892)

Sidney Edward Paget (anhörenⓘ) (* 4. Oktober 1860 in London; † 28. Januar 1908 in Margate) war ein britischer Illustrator.

## Leben und Werk
Paget war ein Sohn von Robert Page und dessen Ehefrau Martha Clarke. Sein Vater war Küster in „St James“ und „St John“ in Clerkenwell (London Borough of Islington), seine Mutter Musiklehrerin. Er hatte noch acht Geschwister, darunter Henry (1857–1936) und Walter (1863–1935), die später ebenfalls als Illustratoren arbeiteten.
Paget begann bereits in jungen Jahren zu zeichnen und studierte zwei Jahre lang beim Britischen Museum in London, bevor er die Heatherley's School of Art und ab 1881 die Royal Academy Schools besuchte.
Am 1. Juni 1883 heiratete Paget in London Edith Hounsfield und hatte mit ihr vier Töchter und zwei Söhne.
Während des Viktorianischen Zeitalters erschienen seine Werke in der Zeitschrift „The Strand“. Weltweit bekannt wurde Paget durch seine Illustrationen der Sherlock-Holmes-Geschichten. Es heißt, dass er für seine Abbildungen des Meisterdetektivs die Gesichtszüge seines Bruders Walter als Vorbild nahm, was Sidneys älterer Bruder, Henry Marriott Paget jedoch abstritt. Die karierte Schirmmütze (eng.: Deerstalker), mit der Holmes auf vielen Bildern zu sehen ist, geht auf Pagets eigene Vorliebe für diese Mütze zurück und wird ausdrücklich nur in einer Geschichte von Doyle erwähnt: in The Adventure of Silver Blaze (dt.: Silberstern) als „an ear flapped traveling cap“.
Sidney Paget fertigte insgesamt 356 Zeichnungen für 37 Kurzgeschichten und den Roman Der Hund von Baskerville an.
Sidney Paget wurde von den Herausgebern von The Strand zunächst durch eine Verwechslung der Brüder als Illustrator für die Geschichten von Sherlock Holmes beauftragt. Die Herausgeber wollten den Auftrag dem jüngeren Bruder Walter Paget anbieten, der bereits für seine Militärlager-Illustrationen im Illustrated London News bekannt war. Da ihnen jedoch der Vorname Walters unbekannt war, wurde der Brief mit dem Angebot Sidney zugestellt. Später illustrierte Walter Romane wie König Salomons Schatzkammer (1895) von Henry Rider Haggard und Die Schatzinsel (1899) von Robert Louis Stevenson. Nach dem Tod des älteren Bruders illustrierte Walter Paget die Sherlock-Holmes-Geschichte The Dying Detective (dt.: „Der Detektiv auf dem Sterbebett“).
1908 erlag Paget seiner Tumorerkrankung und fand auf dem East Finchley Cemetery (London Borough of Barnet) seine letzte Ruhestätte.